# 二階堂千寿
二階堂 千寿（にかいどう ちひろ、1969年〈昭和44年〉9月23日 - ）は、東京都保谷市（現・西東京市）出身の日本の女優。身長157cm、体重50kg、血液型O型、B85cm、W58cm、H87cm、靴22.5 cm。特技はバレエ。普通自動車免許所有。俳優の二階堂智は実兄。

## 略歴
- 2歳半で児童劇団に入団する。
- 1980年に『熱中時代教師編 Part.2』の川瀬みね子（みねっこ）役を演じ、名子役として注目を浴びる（ちなみに、水谷豊が同じく主演を務める『相棒』には、何度が端役でゲスト出演をしている）。
- その後の『早春スケッチブック』では、共演の山﨑努に劣らない存在感を表現し、その演技力は高い評価を受けた。
- 火曜サスペンス劇場で胸を露出させるレイプシーンも演じている
- 本人、両親、実兄の二階堂智の家族全員の血液型がO型である。

## 出演

### テレビドラマ
- 鞍馬天狗（1974年、日本テレビ） - おぶん役
- 東芝日曜劇場（TBS）
  - ちゃん（1974年）
  - ムリすんなよ（1974年）
  - 娘よ 第4 - 6回（1976年 - 1978年） - あけみ役
  - 家族（1976年）
  - 小ざくらも桜です(1987年)
  - 愛の時間（1990年）
  - 華のいろ（1991年）
  - めぐりあい-多津子の定年（1993年）
- 非情のライセンス 第2シリーズ 第16話「兇悪の青い鳥」（1975年） - 一子役
- はじめまして（1975年） - 中田行 役
- 明日がござる（1975年、TBS） - 三役
- 江戸の旋風シリーズ（フジテレビ）
  - 同心部屋御用帳 江戸の旋風III 第35話「左手は生きている」（1977年） - おみよ役
  - 新・江戸の旋風 第5話「抜いた十手に情は無用!!」（1980年） - おみよ役
- たんぽぽ（第4シリーズ）（1977年、日本テレビ） - 和子役
- 魂の試される時（1978年、フジテレビ） - 山下涼子役
- 土曜グランド劇場 / パパの結婚（1978年、日本テレビ）
- 特捜最前線 第92話/第116話（1979年、テレビ朝日）
- 江戸を斬るシリーズ（TBS）
  - 江戸を斬るIV 第24話（1979年） - おくみ役
  - 江戸を斬るV 第20話（1980年） - おみよ役
- 熱中時代 教師編2（1980年、日本テレビ） - 川瀬みね子役
- 早春スケッチブック（1983年、フジテレビ） - 望月良子役
- 源さん（1983年、日本テレビ）
- 殺意のとき!（1983年、読売テレビ）
- 月曜ワイド劇場 / 非行心療室（1984年、テレビ朝日）
- 妻たちの熱い午後（1984年、テレビ朝日） - 蛭田留美役
- 主婦、逃避行（1985年、読売テレビ）
- 木曜劇場 / 男の家庭科（1985年、フジテレビ） - 川崎照子役
- お母さん帰ってきて!〜クレジットカードに魅せられた主婦の悲劇（1985年、日本テレビ）
- 長い道（1986年、読売テレビ）
- やったぜベイビー!（1986年、日本テレビ） - 春子役
- 金曜女のドラマスペシャル / 黒い葬列（1986年、フジテレビ）
- 木曜ゴールデンドラマ / 夫に愛の手を!?（1986年、読売テレビ）
- もめん家族（1986年、フジテレビ） - 由美子役
- 大河ドラマ / いのち（1986年、NHK） - 岩田典子役
- 銀河テレビ小説 / はねっかえり純情派（1987年、NHK）
- 熱中時代Special 帰ってきた北野広大（1987年、日本テレビ） - 天城みね子役
- クセになりそな女たち（1987年、フジテレビ）
- 銭形平次 第18話「消えた獄門首」（1987年、日本テレビ） - おいね役
- 再婚します。（1988年、東海テレビ）
- 避暑地の猫（1988年、テレビ朝日） - 布施志津役
- ドラマ23 / 危険なラブコール（1988年、TBS）
- カネボウヒューマンスペシャル / ダイアリー-車いすの青春日記-（1988年、日本テレビ）
- 独身送別会（1988年、NHK）
- 土曜ワイド劇場 / 夢を見たくて「やたらにピストルがあったりして」（1988年、テレビ朝日）
- ハロー!グッバイ 第8話（1989年、日本テレビ）
- 犬たちとボクの日々（1990年、NHK）
- ごくごく平凡な家族の『幸福な性』（1990年、TBS）
- ザ・刑事 第5話（1990年、テレビ朝日） - 半田君江役
- 新金色夜叉 百年の恋（1990年、東海テレビ）
- 花も実もある（1990年、NHK） - 恵役
- 火曜サスペンス劇場 / 魔術はささやく（1990年、日本テレビ）
- 生きて行く私（1991年、フジテレビ）
- 水曜グランドロマン / 犬が狙われた!（1991年、日本テレビ）
- はぐれ刑事純情派
  - （1991年） - 西村陽子
  - （1993年） - 浜口房子
- 七人の女弁護士 第1シリーズ 第4話（1991年、テレビ朝日）
- ネオドラマリンクに燃えて（1992年、テレビ朝日）
- 風車の浜吉捕物綴（1992年、フジテレビ）
- 花王愛の劇場 / ああ母さん（1992年、TBS）
- さすらい刑事旅情編V 第3話（1992年、テレビ朝日）
- 刑事貴族2  第34話（1992年、日本テレビ）
- ザ・スクープ （1992年、フジテレビ）
- 金曜エンタテイメントOLたちのざけんなヨ！対決！大奥の女の戦い （1993年、フジテレビ）
- 平成５年女いくさ（1993年、フジテレビ）
- 生命 母子家庭を突然襲った奇妙な事件（1993年、日本テレビ）
- 同窓会（1993年、日本テレビ）
- はやぶさ新八御用帳 最終話（1994年、NHK） - 豊姫役
- 月曜ドラマスペシャル / 忍ばずの女（1994年、TBS）
- 夜に抱かれて（1994年、日本テレビ）
- 遠い日の約束（1995年、日本テレビ）
- 好きやねん（1995年、日本テレビ）
- 遠い国からの殺人者（1995年、NHKBS）
- 新おふくろシリーズ おふくろの逆襲（1995年、フジテレビ）
- 火曜サスペンス劇場 / 救急指定病院3（1995年、日本テレビ） - 看護師・三沢役
- はるちゃん 第1シリーズ（1996年、東海テレビ） - トコ役
- 土曜ワイド劇場 / 正当防衛（1997年、テレビ朝日） - 北沢圭子役
- 火曜サスペンス劇場 / 追跡2 家出少女と現金強奪犯の不思議な3日間（1997年、日本テレビ） - 木島直美役
- 土曜ワイド劇場 / 同居人カップルの旅情殺人推理 死を呼ぶダイエット（1998年、テレビ朝日） - 由梨役
- つぐみへ…〜小さな命を忘れない〜（2000年、テレビ朝日）
- 女優・杏子 第39/40話（2001年、東海テレビ）
- 相棒（テレビ朝日）
  - Season 1 第7話「殺しのカクテル」（2002年）
  - Season 8 第5話「背徳の徒花」（2009年）
- 花王愛の劇場 / ママはバレリーナ12-30話（2005年、TBS） - 真壁登代子役
- プリマダム第1話（2006年、日本テレビ）
- 紅の紋章 第3/9話（2006年、フジテレビ）
- 火曜ドラマゴールド / 松本清張スペシャル 地方紙を買う女（2007年、日本テレビ）
- 菊次郎とさき 第3シリーズ 第2話（2007年、テレビ朝日）
- 多摩南署たたき上げ刑事・近松丙吉7 不幸な雨（2007年、テレビ東京）
- 土曜ワイド劇場 / タクシードライバーの推理日誌23（2007年、テレビ朝日）
- 弁護士高見沢響子9（2008年、TBS）
- 月曜サスペンス/ 夢情報～夢野家の人びと～第2/5話（2009年、テレビ朝日）
- 金曜プレステージ/ 警視庁三ツ星刑事 佐々木丈太郎 2（2009年、フジテレビ）
- 月曜ゴールデン ゴミは殺しを知っている8（2010年、TBS）
- 月曜ゴールデン ヤメ判 新堂謙介の事件簿（2010年、TBS）
- 新春東京ツアー どえりゃあ婆ちゃん探偵団〜湯けむりパラダイスの怪事件〜（2011年、東海テレビ）
- ブルドクター 第5話（2011年、日本テレビ）
- 京都地検の女 第9シリーズ 第2話「OL殺害事件発生!!」（2013年、テレビ朝日）

### その他の番組
- 一枚の写真（1988年、フジテレビ）

### 映画
- はだかの天使（1980年）
- はしれリュウ（1986年）
- ダウンタウンヒーローズ（1988年）